# Emtan Karmiel Ltd.
Emtan Karmiel Ltd. es una empresa israelí que desarrolla y fabrica armas de fuego, pistolas y rifles para militares y organismos encargados de hacer cumplir la ley en Israel y en todo el Mundo.

## Historia
Fundada en 1977 por Reuven Zada, Emtan Karmiel comenzó su actividad como empresa familiar que producía piezas de mecanizado de precisión para la industria de defensa. A principios de la década de 1980, la empresa comenzó a fabricar piezas de rifle y piezas de precisión para la industria de defensa de Israel. Desde finales de la década de 1990, Emtan Karmiel es un fabricante de equipo original que se especializa en piezas para armas fabricadas en Israel y el modelo AR-15 (submodelos M4/M16), mientras opera líneas de producción de kits para rifles, así como rifles, pistolas y piezas para fabricantes europeos. Emtan Karmiel fabrica rifles, pistolas y subfusiles.

## Operaciones internacionales
La industria armamentística de Israel ofrece productos para clientes como la Policía Nacional Filipina, el Servicio de Prisiones de Filipinas, la Policía Real de Tailandia, el Cuerpo Nacional de Policía de España y la Guardia Civil, fabricantes de armas de fuego de Suiza, Alemania, el Reino Unido y clientes en América, África y Sudamérica, y para el sector comercial mercados en Europa, América del Sur y Central.

## Productos

### Fuerzas militares y policiales

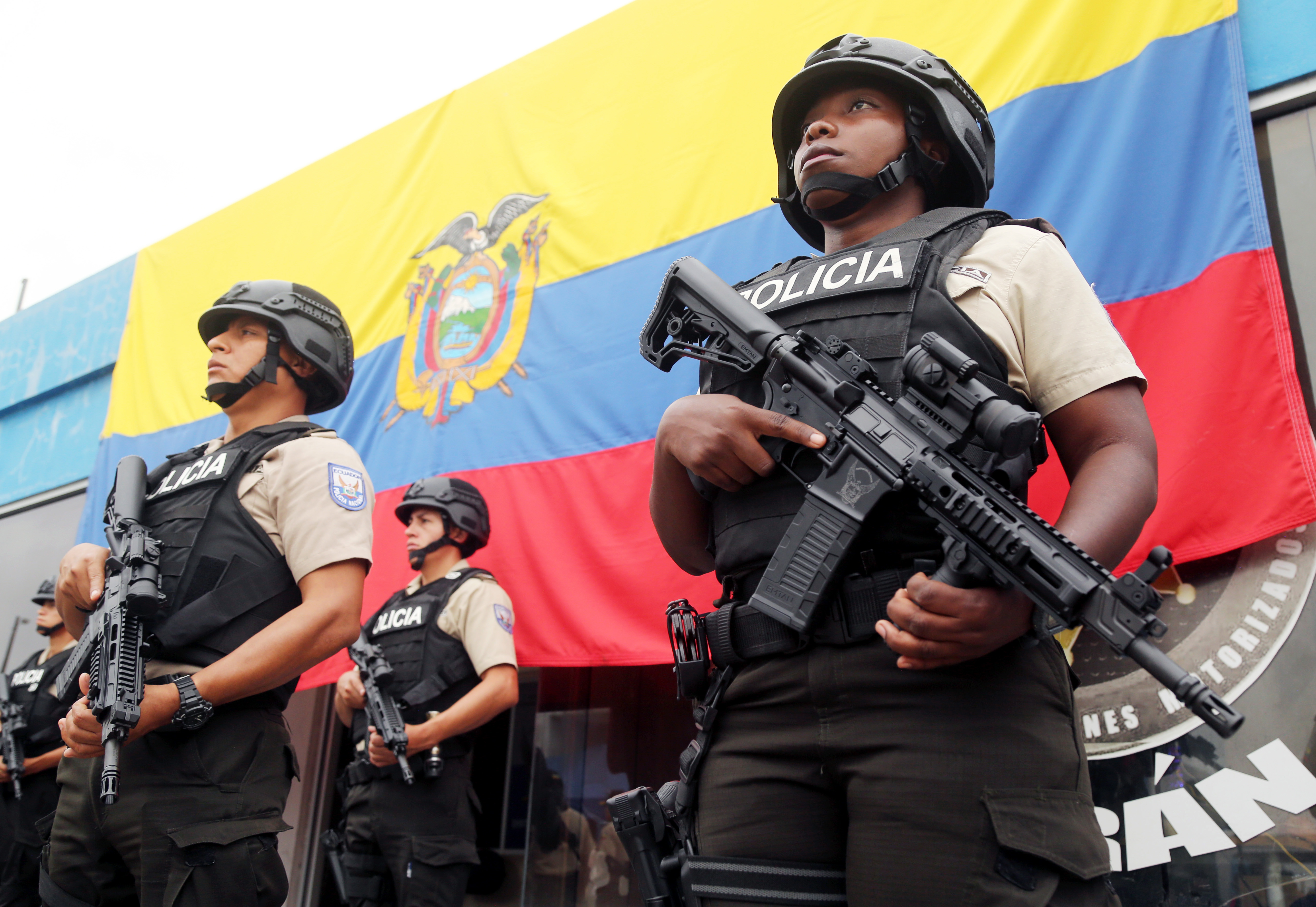
MZ-4P

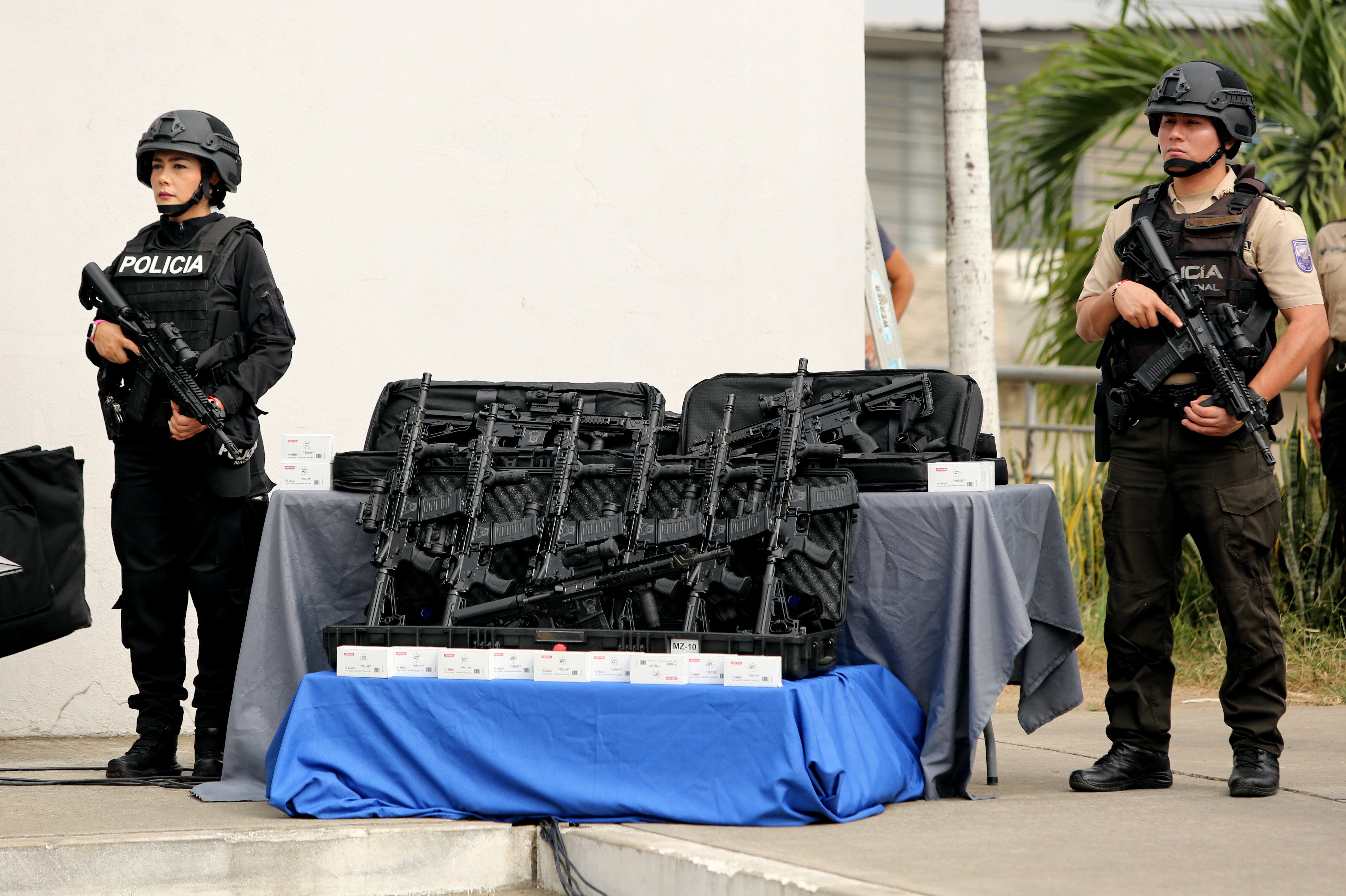
MZ10-S

- Fusil automático MZ-4 que cumple con MIL-SPEC (equivalente a M4/M16).
- Fusil automático MZ-4 P MZ-4 con sistema de operación de pistón (M4/M16 con funcionamiento y diseño mejorados).
- Fusil automático MZ-4 P FRB MZ-4 con sistema de operación de pistón y culata retráctil plegable.
- Fusil automático MZ-47 para uso con cargadores y municiones AK47 7,62x39 (plataforma M4/M16 con compatibilidad AK47).
- Fusil automático MZ-300 300 Blackout 7,62x35 (plataforma M4/M16 con cañón 300 blackout para fuerzas especiales).
- Subametralladora automática MZ-9 (plataforma compacta M4/M16 con capacidades OTAN de 9 mm).
- Piezas de repuesto y conversión del antiguo M16 "largo" al nuevo M4 "corto" con tapa plana (ideal para gobiernos que desean modificar el stock de rifles existente en lugar de realizar una nueva compra y licitación).
- Pistola Ramón Striker de polímero de 9 mm.
- Fusil de francotirador MZ-10S.[5][6][7]

### Mercado comercial y civil
- Fusil semiautomático MZ-15 MIL-SPEC (equivalente a AR15)
- Rifle semiautomático MZ-15 P MZ-15 con sistema de operación de pistón (AR15 con funcionamiento y diseño mejorados)
- Rifle MZ-15 P FRB MZ-15 con sistema de accionamiento por pistón y culata retráctil abatible.
- Rifle semiautomático MZ-47 S para uso con cargadores y municiones de AK47 7,62x39 (plataforma AR15 con compatibilidad con AK47).
- Rifle semiautomático MZ-300 S 300 blackout 7.62x35 (plataforma AR15 con cañón 300 blackout).
- Subfusil MZ-9S de calibre  9 × 19 mm Parabellum.
- Pistola semiautomática Ramón Striker de polímero de calibre 9 x 19 mm Parabellum.
- Rifle de francotirador MZ-10S.